# Jagged Little Pill
Jagged Little Pill treći je studijski album kanadsko-američke pjevačice Alanis Morissette, objavljen 13. lipnja 1995. Ispovjedni tekstovi pjesama i emocionalni vokal Alanis pomogli su albumu da dominira glazbenim svijetom cijelu godinu. Lansirao je šest izuzetno uspješnih singlova:
- "You Oughta Know" - jedna od pjesama u filmu Sveti dim
- "Hand In My Pocket"
- "All I Really Want"
- "Ironic"
- "You Learn"
- "Head Over Feet"

Jagged Little Pill osvaja Grammy nagradu u kategorijama Best Rock Album i Album of the Year. Prodao se u preko 30 milijuna primjeraka širom svijeta. S prodajom od 13,542,393 primjeraka do 1999. u Sjedinjenim Američkim Državama potaje drugi najprodavaniji solo album žene – ispred je samo Shania Twain s albumom Come on Over.
Godine 1998. čitatelji časopisa Q proglasili su Jagged Little Pill devetnaestim najboljim albumom svih vremena.
Godine 2005., Alanis objavljuje akustičnu verziju albuma, Jagged Little Pill Acoustic, točno na desetu obljetnicu objavljivanja originalnog albuma. Album se prvih šest tjedana prodavao samo kroz lanac trgovina Starbucks, što je navelo kompanije kao HMV da za vrijeme trajanja ove ekskluzive bojkotiraju prodaju cijelog kataloga proizvoda Alanis Morissette.

## Popis pjesama
Sve pjesme napisali su Morissette i Ballard

1. "All I Really Want"
2. "You Oughta Know"
3. "Perfect"
4. "Hand in My Pocket"
5. "Right Through You"
6. "Forgiven"
7. "You Learn"
8. "Head Over Feet"
9. "Mary Jane"
10. "Ironic"
11. "Not the Doctor"
12. "Wake Up"

UK izdanje dodatno sadrži dvije neindeksirane 'bonus pjesme' (Maverick Recordings 9362-45901-2). Na broju #13 nalazi se još jedna verzija 'You Oughta Know', iza koje odmah slijedi neimenovana vokalna izvedba.

## Suradnici na albumu
Michael Thompson - Organ

Glen Ballard - Guitar, Keyboards, Programming, Producer, Engineer, Mixing

Benmont Tench - Organ

Ted Blaisdell - Engineer

Francis Buckley - Mixing

Flea - Bass

Basil Fung - Guitar

Michael Landau - Guitar

Lance Morrison - Bass

Dave Navarro - Guitar

David Schiffman - Engineer

Gota Yashiki - Rhythm

Alanis Morissette - Harmonica, Vocals

Rob Ladd - Percussion, Drums

Matt Laug - Drums

Joel Shearer - Guitar

Jolie Jones Levine - Production Coordination

Chris Bellman - Mastering

Tom Recchion - Art Direction, Design

Victor McCoy - Engineer

Chris Fogel - Engineer, Mixing

Rich Weingart - Engineer

John Patrick Salisbury - Photography

## Pozicije na ljestvicama
Billboard Music Charts (Sjeverna Amerika) - album

1995 - The Billboard 200 - No. 1

1995 - Heatseekers - No. 2

1997 - Top Canadian Albums - No. 7

Billboard (Sjeverna Amerika) – singlovi

"Hand In My Pocket" (1995./96.)
Modern Rock Tracks - No. 1

Top 40 Mainstream - No. 4

Mainstream Rock Tracks - No. 8

Adult Top 40 - No. 25

Adult Contemporary - No. 30
"You Oughta Know" (1995.)
Modern Rock Tracks - No. 1

Mainstream Rock Tracks - No. 3

Top 40 Mainstream - No. 7

"All I Really Want" (1995.)
Modern Rock Tracks - No. 14
"Ironic" (1996.)
Modern Rock Tracks - No. 1

Top 40 Adult Recurrents - No. 1

Top 40 Mainstream - No. 1

The Billboard Hot 100 - No. 4

Adult Top 40 - No. 5

Rhythmic Top 40 - No. 11

Mainstream Rock Tracks - No. 18

Adult Contemporary - No. 28

"You Learn" (1996./97.)
Top 40 Mainstream - No. 1

Top 40 Adult Recurrents - No. 1

Adult Top 40 - No. 3

The Billboard Hot 100 - No. 6

Modern Rock Tracks - No. 7

Adult Contemporary - No. 23

Rhythmic Top 40 - No. 32

Mainstream Rock Tracks - No. 40

"Head over Feet" (1996./97.)
Adult Top 40 - No. 1

Top 40 Mainstream - No. 1

Top 40 Adult Recurrents - No. 1

Top 40 Mainstream - No. 5

Modern Rock Tracks - No. 25

Adult Contemporary - No. 27